# 무신사 스탠다드
무신사 스탠다드는 대한민국의 온라인 패션 플랫폼 무신사에서 2017년에 출시한 자체 의류 브랜드이다. 운영은 ㈜무신사에서 담당하며, 남성복과 여성복을 포함한 기본 의류 제품을 중심으로 구성되어 있다.

## 연혁
- 2017년: 무신사 스탠다드 브랜드 론칭[2]
- 2020년: 재활용 원단 사용 및 친환경 포장재 도입 시작[2]
- 2022년 3월: '무신사 스탠다드 홍대 스토어' 오픈[1]
- 2022년 7월: 일본어 공식 사이트(musinsa.jp) 통해 해외 판매 시작
- 2023년: 미국 등 영어권 대상 글로벌 사이트 운영 시작

## 운영
- 운영사: ㈜무신사
- 본사 소재지: 서울특별시 마포구 어울마당로5길 30
- 대표이사: 한문일 (2024년 기준)
- 설립일: 2009년 9월 23일[3]

## 제품
- 제품군: 반팔 티셔츠, 셔츠, 데님, 슬랙스, 점퍼, 패딩, 니트, 언더웨어 등
- 대상: 남성 및 여성
- 생산지: 대한민국 및 중국 등 OEM 방식
- 출시 주기: 사계절 중심의 기획 출시

## 판매 채널
- 온라인: 무신사 공식몰(musinsa.com), 일본 사이트(musinsa.jp), 글로벌 사이트(musinsa.com/en)
- 오프라인: 무신사 스탠다드 홍대 스토어 (서울 마포구 양화로 161), 비정기 팝업스토어 운영

## 해외 진출
- 일본: 2022년 일본어 공식몰 운영 개시
- 미국 등 영어권 국가: 2023년 글로벌몰 통한 직구 판매 시작
- 오프라인 매장은 해외에 없음